# 김해생명과학고등학교 축구부
김해생명과학고등학교 축구부는 경상남도 김해시에 위치한 김해생명과학고등학교의 축구부이다. 김해생명과학고등학교가 운영했었던 축구부로 1993년에 창단 되었다.

## 참고 문헌
- “KFA 통합경기정보 시스템”. 대한축구협회.

## 같이 보기
- 김해생명과학고등학교